# رحالة آيت بورك (الريصاني)
رحالة آيت بورك هي إحدى مشيخات المملكة المغربية، تتبع جغرافيا لإقليم الرشيدية وإداريًا لالريصاني. يقدر عدد سكانها بـ 282 نسمة حسب الإحصاء الرسمي للسكان والسكنى لسنة 2004.